# 武雄 (小惑星)
武雄（たけお、19953 Takeo）は、小惑星帯に位置する小惑星の1つである。長野県木曽町で香西洋樹と古川麒一郎によって発見された。

## 名称
名前は佐賀県の武雄市にちなむ。命名文では、19世紀（江戸時代後期）に武雄の領主が天文学を含む西洋の学問を熱心に研究したことが紹介されている。
武雄の領主（佐賀藩重臣で武雄鍋島家当主）鍋島茂義にちなんだ (19954) 茂義とともに、2017年1月12日付の小惑星回報（MPC）103024で命名された。